# 海阳站
海阳站位于山东省烟台市海阳市凤城街道济南路，是莱荣高速铁路上的一座中间站，站房面积12000平方米。车站于2023年12月8日开通运营。

## 历史
- 2023年12月8日，随着莱荣高速铁路通车启用。[3]